# TNT 익스프레스
TNT 익스프레스(영어: TNT Express)는 네덜란드의 물류 업체이다.

## 역사
2011년 5월 26일에 TNT NV가 포스트NL과 함께 분할이 되면서 창립된 기업으로 같은 해 유로넥스트 암스테르담 증권 거래소에 상장했다. 2012년 3월에 미국의 물류 기업인 유나이티드 파셀 서비스가 인수 의사를 발표했으나 2013년에 유럽 의회의 반발과 독과점을 우려로 합병 승인을 거부했다. 이후 2015년에 미국의 물류 기업인 페덱스가 합병을 발표했고 2016년 5월에 페덱스에 인수와 동시에 벨기에의 화물 항공사인 TNT 항공은 ASL 항공 아일랜드에 매각하면서 ASL 항공 벨기에로 사명이 변경되었다.